# Alfred Vohrer
Alfred Adolf Vohrer (Stoccarda, 29 dicembre 1914 – Monaco di Baviera, 3 febbraio 1986) è stato un regista, sceneggiatore e attore tedesco.
Per il cinema, girò, tra la fine degli anni cinquanta e la metà degli anni settanta, una cinquantina di film, soprattutto di genere giallo.

Diresse inoltre diversi episodi di serie televisive quali Der Kommissar, Il commissario Köster, La clinica della Foresta Nera e - soprattutto - L'ispettore Derrick.
In qualche produzione, è apparso con lo pseudonimo di Freddy Gregor.

## Filmografia parziale

### Regista

#### Cinema
- L'angelo sporco (Schmutziger Engel, 1958)
- Meine 99 Bräute (1958)
- Sulla via del delitto (Verbrechen nach Schulschluß, 1959)
- A diciassette anni non si piange (Mit 17 weint man nicht, 1960)
- Gli occhi di Londra (Die toten Augen von London, 1961)
- Mal d'Africa... mal d'amore! (Unser Haus in Kamerun, 1961)
- La porta dalle 7 chiavi (Die Tür mit den 7 Schlössern, 1962)
- La taverna dello squalo (Das Gasthaus an der Themse, 1962)
- Edgar Wallace a Scotland Yard (Der Zinker, 1963)
- Il laccio rosso (Das indische Tuch, 1963)
- Alibi per un assassino (Ein Alibi zerbricht, 1963)
- Paga o muori (Wartezimmer zum Jenseits, 1964)
- Le 5 vittime dell'assassino (Der Hexer, 1964)
- Là dove scende il sole (Unter Geiern, 1964)
- Surehand - Mano veloce (Old Surehand, 1965)
- Exploit bella sexy e... ladra (Lange Beine - lange Finger, 1966)
- Il gobbo di Londra (Der Bucklige von Soho, 1966)
- Tempesta alla frontiera (Winnetou und sein Freund Old Firehand, 1966)
- L'artiglio blu (Der blaue Hand, 1967)
- Il fantasma di Londra (Der Mönch mit der Peitsche, 1967)
- Giallo cobra (Der Hund von Blackwood Castle, 1968)
- Il teschio di Londra (Im Banne des Unheimlichen, 1968)
- Il gorilla di Soho (Der Gorilla von Soho, 1968)
- L'uomo dall'occhio di vetro (Der Mann mit dem Glasauge, 1969)
- Sette giorni di terrore (Sieben Tage Frist, 1969)
- L'inferno erotico di Pinnesburg (Das gelbe Haus am Pinnasberg, 1970)
- Il cigno dagli artigli di fuoco (Perrak, 1970)
- Nessuna pietà: uccidetelo! (Und Jimmy ging zum Regenbogen, 1971)
- L'amore è solo una parola (Liebe ist nur ein Wort, 1971)
- Raus Kameraden (Alle Menschen werden Brüder, 1973)
- Ordine Interpol: senza un attimo di tregua (Gott schützt die Liebenden, 1973)
- Uccidete l'agente Lucas (Die Antwort kennt nur der Wind, 1974)
- Ludwig Ganghofer: Der Edelweißkönig (1975)
- Jeder stirbt für sich allein (1976)

#### Televisione
- Der Kommissar (serie TV)
- L'ispettore Derrick (Derrick, serie TV, 28 episodi, 1975-1986)
- Il commissario Köster (Der Alte, serie TV, 12 episodi, 1977-1981)
- Väter (1982)
- Liebe hat ihre Zeit (1983)
- La nave dei sogni (Das Traumschiff, 6 episodi, 1983-1984)
- Der Lehrer und andere Schulgeschichten (1984)
- La clinica della Foresta Nera (Die Schwarzwaldklinik, serie TV, 13 episodi, 1985-1986)

### Sceneggiatore
- Il gorilla di Soho (1968)
- L'inferno erotico di Pinnesburg (1970)
- Il commissario Köster (Der Alte, serie TV, 4 episodi, 1978-1980)

### Attore
- Sulla via del delitto (1959) (voce; non accreditato)
- Gli occhi di Londra (1961) (non accreditato)
- La porta dalle 7 chiavi (Die Tür mit den 7 Schlössern, 1962) (non accreditato)
- La taverna dello squalo (Das Gasthaus an der Themse, 1962) (non accreditato)
- Il laccio rosso (Das indische Tuch, 1963) (voce; non accreditato)
- Alibi per un assassino (Ein Alibi zerbricht, 1963) (non accreditato)
- Le 5 vittime dell'assassino (Der Hexer, 1964) (voce; non accreditato)
- Neues vom Hexer (1965) (non accreditato)
- L'artiglio blu (Der blaue Hand, 1967)